# William Traband
William Traband (fl. XX secolo) è stato un ginnasta e multiplista statunitense.

## Carriera
Traband partecipò ai Giochi olimpici di Saint Louis 1904 nelle gare di triathlon e ginnastica. Giunse quarantacinquesimo nel concorso generale individuale, sessantottesimo nel triathlon e quarantunesimo nel concorso a tre eventi.